# Селаа, Исабель
Мария Исабель Селаа Диегес (исп. María Isabel Celaá Diéguez, 23 мая 1949, Бильбао, Бискайя) — испанский политический и государственный деятель.
Член Испанской социалистической рабочей партии. В прошлом — министр труда и социальной экономики (2018—2021), официальный представитель правительства Испании (2018—2020), советник по образованию, университетам и исследованиям правительства Страны Басков (2009—2012), вице-спикер Баскского парламента (2008—2009), депутат Генеральных кортесов Испании от провинции Алавы (2019—2020), депутат Баскского парламента от провинции Бискайи (1998—2009; 2012—2016). В настоящее время является послом Испании в Ватикане.

## Биография
Родилась 23 мая 1949 года в Бильбао, административном центре провинции Бискайя.
В 1981 году получила звание профессора бакалавриата по философии и литературе (английской филологии и праву).
В 1987 году стала главой аппарата советника по образованию, университетам и исследованиям правительства Страны Басков Хосе Рамона Рекальде.
С 1991 года была заместителем советника по образованию, университетам и исследованиям правительства Страны Басков Фернандо Буэса; президент совета Страны Басков по обучению.
С 1995 по 1998 годы была главой аппарата советника юстиции, экономики, труда и социального обеспечения правительства Страны Басков Рамона Хауреги.
В период с 1998 по 2009 годы и с 2012 по 2016 годы была депутатом парламента Страны Басков от провинции Бискайя. Одновременно занимала посты — первого секретаря правления (2004—2005) и вице-спикера (2008—2009), председателя комитета по европейским делам и внешней деятельности (2013—2016) парламента Страны Басков.
В 2009—2012 годах занимала пост министра образования, университетов и исследований правительства Страны Басков под руководством Пачи Лопеса.
С 2018 по 2020 годы занимала пост пресс-секретаря правительства Испании, одновременно являлась депутатом конгресса депутатов Испании от провинции Алавы партии PSOE (2019, 2020 года) и занимала пост министра образования и профессионального обучения Испании (2018—2021).
С января 2022 года посол Испании в Ватикане.

## Награды
- Большой крест ордена Карлоса III (28 декабря 2018)[8]
- Большой крест ордена Альфонсо X Мудрого (1 марта 2022)[9]